# Retortillo
Retortillo est une commune de la province de Salamanque dans la communauté autonome de Castille-et-León en Espagne.

## Sites et patrimoine
- baños de Retortillo: centre de cure thermal